# Spermacoce ovalifolia
Spermacoce ovalifolia là một loài thực vật có hoa trong họ Thiến thảo. Loài này được (M.Martens & Galeotti) Hemsl. miêu tả khoa học đầu tiên năm 1881.